# 水酸化ユウロピウム(II)
水酸化ユウロピウム(II)(Europium(II) hydroxide)は、化学式Eu(OH)2の無機化合物である。二水和物Eu(OH)2·H2Oとしても存在しうる。

## 合成
金属ユウロピウムと10 mol/Lの水酸化ナトリウム溶液の反応で一水和物が得られる。
塩化ユウロピウム(III)を原料として、ジョーンズ還元器で水酸化ナトリウムと反応させて合成するとした文献もある。

## 性質
結晶は直方晶系で、格子定数は、a=6.701 ± 0.002, b=6.197 ± 0.002, c=3.652 ± 0.001 Aである。熱分解して、酸化ユウロピウム(II)となる。また、空気中で容易に酸化して水酸化ユウロピウム(III)となる。